# Miglianico
Miglianico ist ein Dorf in der Provinz Chieti, in der mittelitalienischen Region Abruzzen mit 4622 Einwohnern.
Von Miglianico zur Adria sind es acht Kilometer, nach Pescara etwa 20 Kilometer. Die Nachbargemeinden sind Ari, Francavilla al Mare, Giuliano Teatino, Ortona, Ripa Teatina, Tollo und Villamagna.

## Weinbau
In der Gemeinde werden Reben der Sorte Montepulciano für den DOC-Wein Montepulciano d’Abruzzo angebaut. Bekannt ist Miglianico wegen der Cantina di Miglianico, hier wird neben der Montepulciano auch Trebbiano hergestellt.